# Jozef Strečanský
Jozef Strečanský (17. března 1910 Špačince – 22. června 1985 Sainte-Ode, Belgie) byl slovenský kněz, sbormistr, hudební skladatel a pedagog.

## Život
Knězem byl vysvěcen 4. července 1937 v Lublani. Působil v řádu salesiánů v Trnavě. Od roku 1939 vedl salesiánský pěvecký sbor, se kterým provedl řadu církevních skladeb.

## Dílo
Komponoval církevní sbory, dětské sbory, ale i operety. Sestavil zpěvník 15 ľudových piesní pre detský trojhlas. Napsal několik hudebně-vědných článků:
- Církevná hudba na Slovensku (Kultúra, 1931, 771/2)
- Naša cierkevná piesen (Duchovný pastier, 1933 74/78)
- Detský spevácký sbor (Národný pracovník, 1944, 170/175)

### Operety
- Kaplnka v lese [1]
- Mikuláš prichádza
- Podivná socha (1939)
- Rybári, rybári (1947)

### Písně
- Na jemných krídlach mája
- Ó, Mária Bolestivá, naša ochrana…[2]
- Ó, Mária, Matka naša
- Ó, zem ta krásna [3]
- Slovensko moje
- V dolinôčke
- Vínečko červené